# Giardino sotto le mura
Il giardino sotto le mura, noto anche come giardino Fratelli Giuseppe e Vittorino Fiori, è un'area verde nel quartiere storico Villanova, a Cagliari. Situato lungo viale Regina Elena, è stato inaugurato il 28 marzo 2014, come naturale prolungamento della passeggiata coperta sotto il bastione di Saint Remy, al quale è collegato con un ascensore.

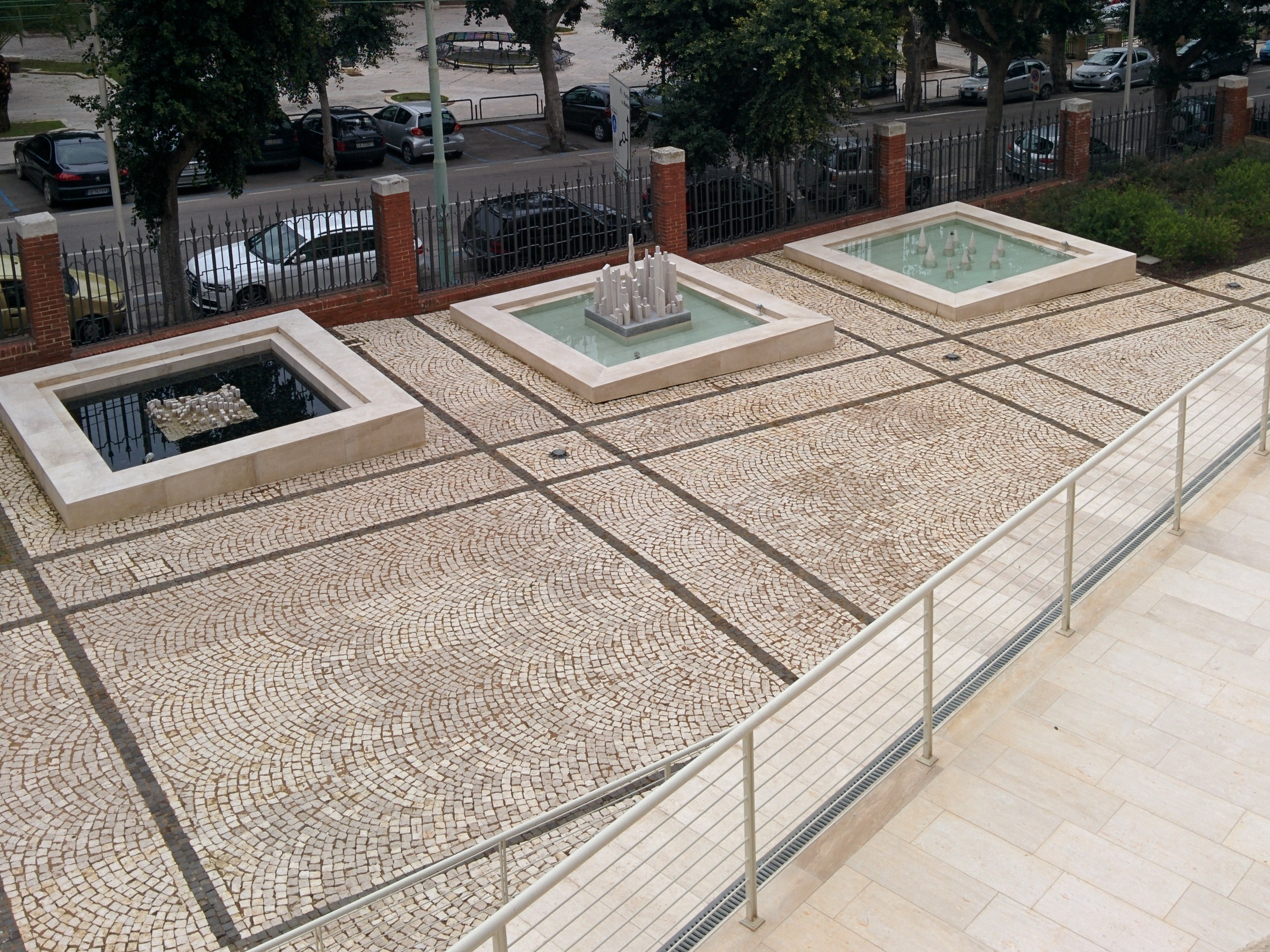
Le fontane

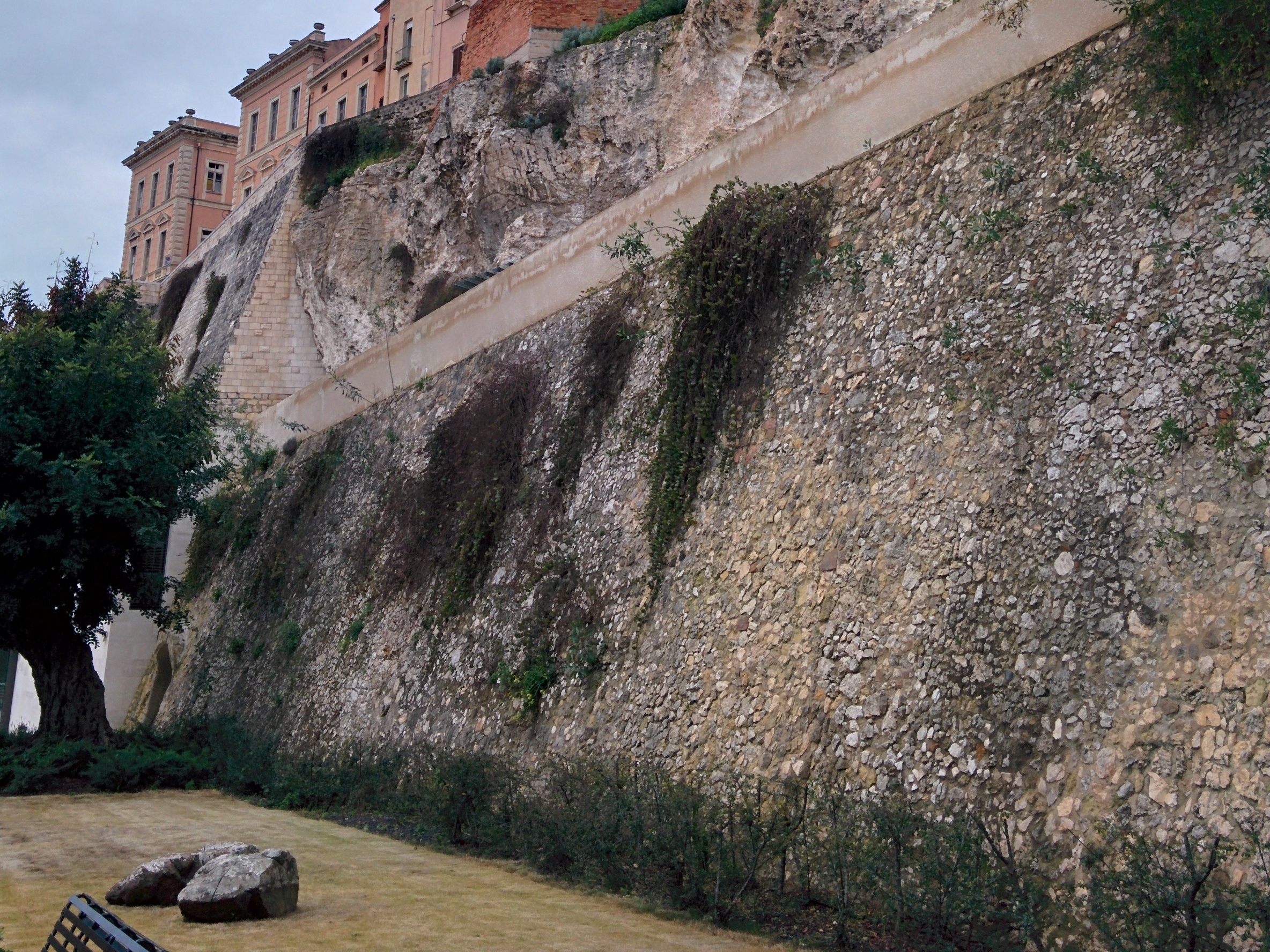
Le mura prospicienti il giardino

Alla sua realizzazione ha partecipato anche lo scultore Pinuccio Sciola con la creazione di sette opere da esterno. Fra queste, quattro sculture, riguardanti il rapporto tra l'uomo e la città ed il concetto di comunità urbana, rappresentano le sfaccettature di Cagliari nell'interpretazione dell'artista: la città arroccata di Castello, la città sommersa di Santa Igia (capitale del giudicato di Calari), la città del sale con i suoi cumuli piramidali e quella che potrebbe essere la Cagliari futuribile.

## Galleria d'immagini

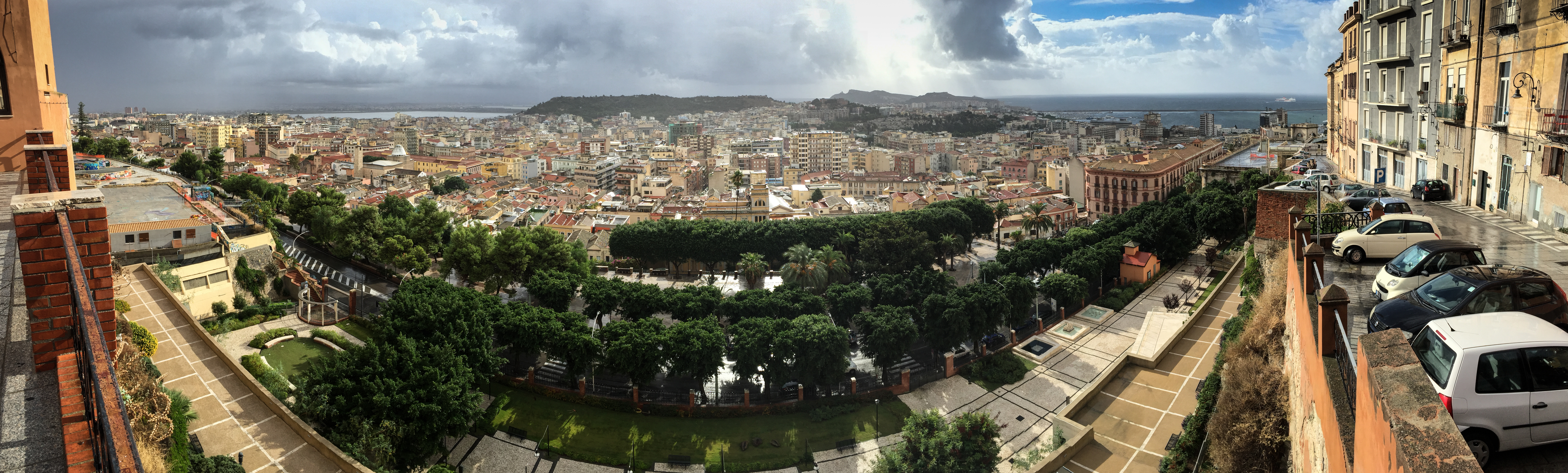
Veduta panoramica